# الثقب (فلم 2001)
الثقب (بالإنجليزية: The Hole) هو فيلم رعب تم إنتاجه في المملكة المتحدة وصدر في سنة 2001. من بطولة ثورا بيرتش وديسموند هارينغتون وكيرا نايتلي.

## وصلات خارجية
- الثقب على موقع IMDb (الإنجليزية)
- الثقب على موقع روتن توميتوز (الإنجليزية)
- الثقب على موقع نتفليكس (الإنجليزية)
- الثقب على موقع ألو سيني (الفرنسية)
- الثقب على موقع Turner Classic Movies (الإنجليزية)
- الثقب على موقع أول موفي (الإنجليزية)
- الثقب على موقع فيلمافينيتي (الإسبانية)
- الثقب على موقع قاعدة بيانات الأفلام السويدية (السويدية)
- الثقب على موقع قاعدة بيانات الفيلم (الإنجليزية)
- الثقب على موقع ليتربوكسد (الإنجليزية)